# オランダ南高速線

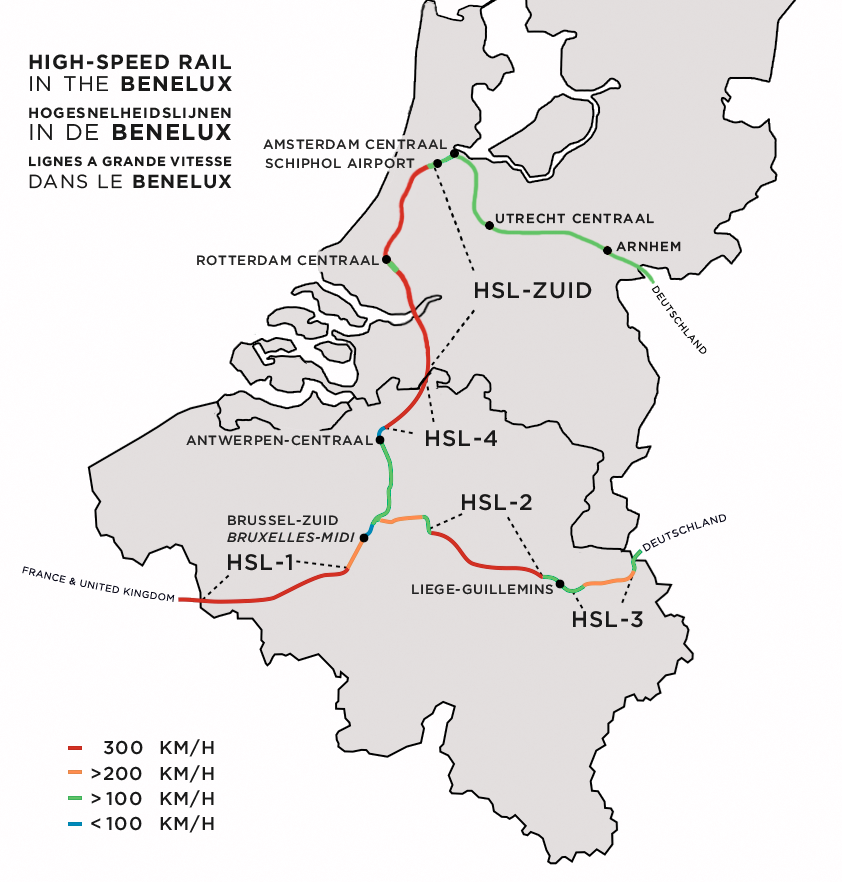
HSL 4・HSL-Zuid路線図

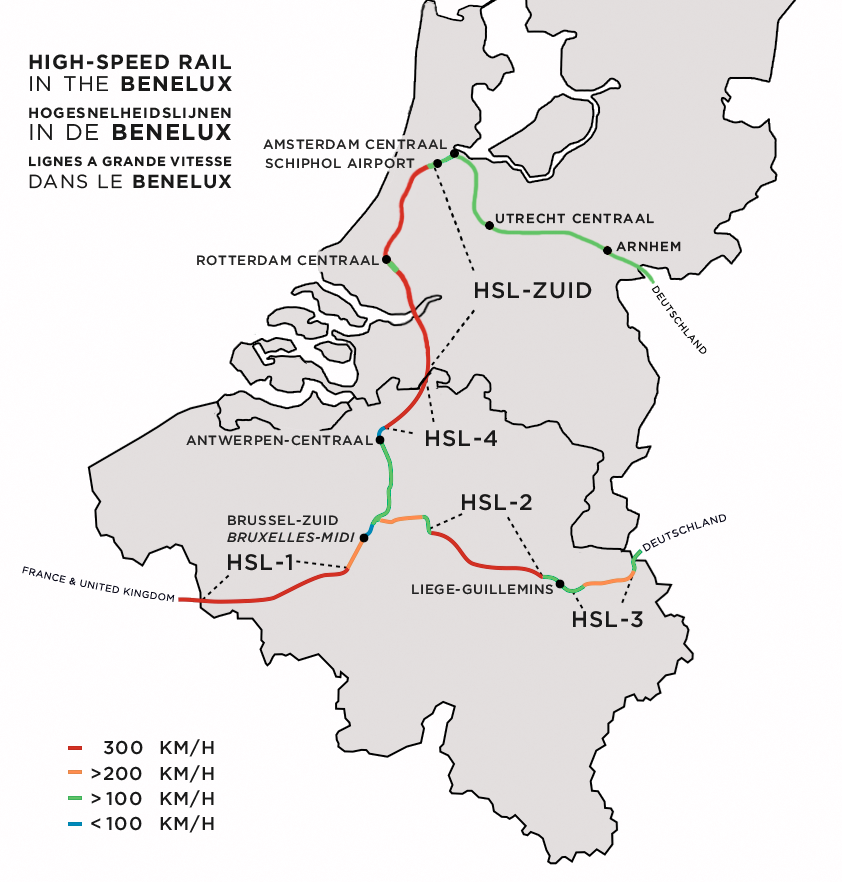
ベルギー・オランダ周辺の高速鉄道路線

オランダ南高速線（オランダ語：HSL Zuid）は、オランダとベルギーにわたるスキポール・アントウェルペン高速線（Hogesnelheidslijn Schiphol - Antwerpen）のオランダ側125kmの区間で、最高速度300km/h対応の高速新線である。（ベルギー側はHSL 4と呼ばれる）
HSL-Zuidとは、オランダ語で「南高速線」（Hogesnelheidslijn Zuid）を意味する略称である。当初の開業は2007年に予定されていたが、公式の開業は2009年9月7日で、9月6日に開業祝典が行われている。
アムステルダム・ロッテルダム間において新たな都市間列車フィーラが運行を開始されたが、当初予定されていた電車方式のV250形による運行は車両製造元のアンサルドブレーダの一部納入遅れのため、運行開始は2010年12月以降が想定されており、現在はリースされた、ボンバルディア・トランスポーテーション製造の電気機関車TRAXX牽引による在来型客車によって営業運転が行われている。V250形導入の際は、ハーグ、アントウェルペン、ブリュッセル方面へもフィーラの運行は拡大される。フィーラはオランダ鉄道(Nederlandse Spoorwegen)、KLM、ベルギー国鉄(NMBS)出資のオランダ高速鉄道により運行される。
2009年12月13日の冬ダイヤ改正時より、アムステルダムからブリュッセル、パリへ向う高速列車タリスがHSL-Zuid経由に変更され、大幅な所要時間の短縮となった。当路線はシーメンスとアルカテル・ルーセントが供給した最高水準の列車保安装置であるETCS 2.3.0を利用するのが特徴である。
タリスは概ね1時間に1本運行され、アムステダム・スキポール・ロッテルダム間とそれ以遠のシャトル列車が高頻度で運行されている。
オランダ交通省の公共事業部門と治水部門がこの計画の組織に対して責任を持っている。オランダ政府はインフラスピード組合（the consortium Infraspeed）に2030年までの過去最大のPPP（公共サービス民間開放）契約を結んだ。それらは、設計、建設、金融、メンテナンスなどあらゆる分野に責任を負っている。

## 路線経路
HSL Zuidはアムステルダム中央駅からスキポール空港駅までは従来からの在来線である環状鉄道西線(Westtak Ringspoorbaan)を利用している。スキポール空港の南側から高速新線となり、ニューフェネップまで在来線と並行して走る。
その後、東側に支線が分かれ、ルーロファレントスフェーンとホーグマーデの西側に沿って進んでいく。そして、ライダードルプでトンネルに入る。このトンネルはグリーンハートと呼ばれる地域の環境を保護するために建設された。ズートルメールの北側、ハーゼルスワウデ＝ドルプの西で列車はトンネルを抜け、ベントハイゼンの東を通り、ズートルメールの東側で軌道が上がる。ベルケレンローデンライスとベルフスヘンフークの間で平面に戻る。トンネルの後、ロッテルダム付近では再び在来線を経由し10km進み、バーレンドレヒトで通行帯がフランスやイギリスの様に左側通行に変わる。その後、ブレダやベルギーとの国境を越えHSL 4と接続し、アントウェルペン、ブリュッセル方面へ連絡する。

## 所要時間
高速新線が完成すると、国内、国際間問わず所要時間が大幅に改善される。
- アムステルダム - ロッテルダム 37分（従来58分）
- アムステルダム - ブレダ 59分（従来1時間44分）
- アムステルダム - アントウェルペン 1時間10分（従来2時間09分）
- アムステルダム - ブリュッセル 1時間44分（従来2時間51分）
- アムステルダム - パリ 3時間04分（従来4時間09分）
- ハーグ - ブリュッセル 1時間44分（従来2時間17分）
- ブレダ - ブリュッセル 59分（従来1時間56分）

## ギャラリー

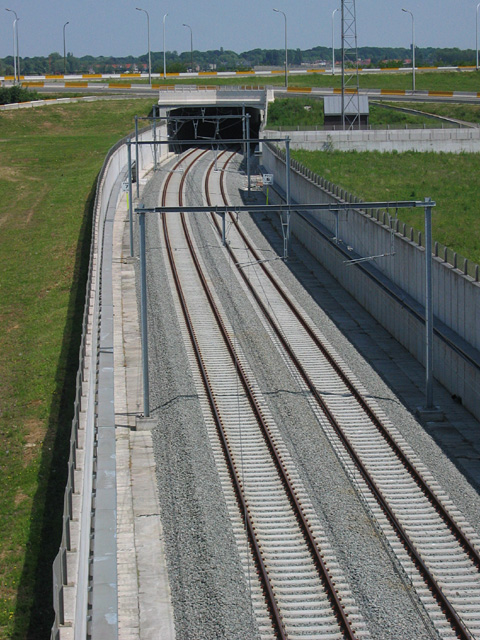
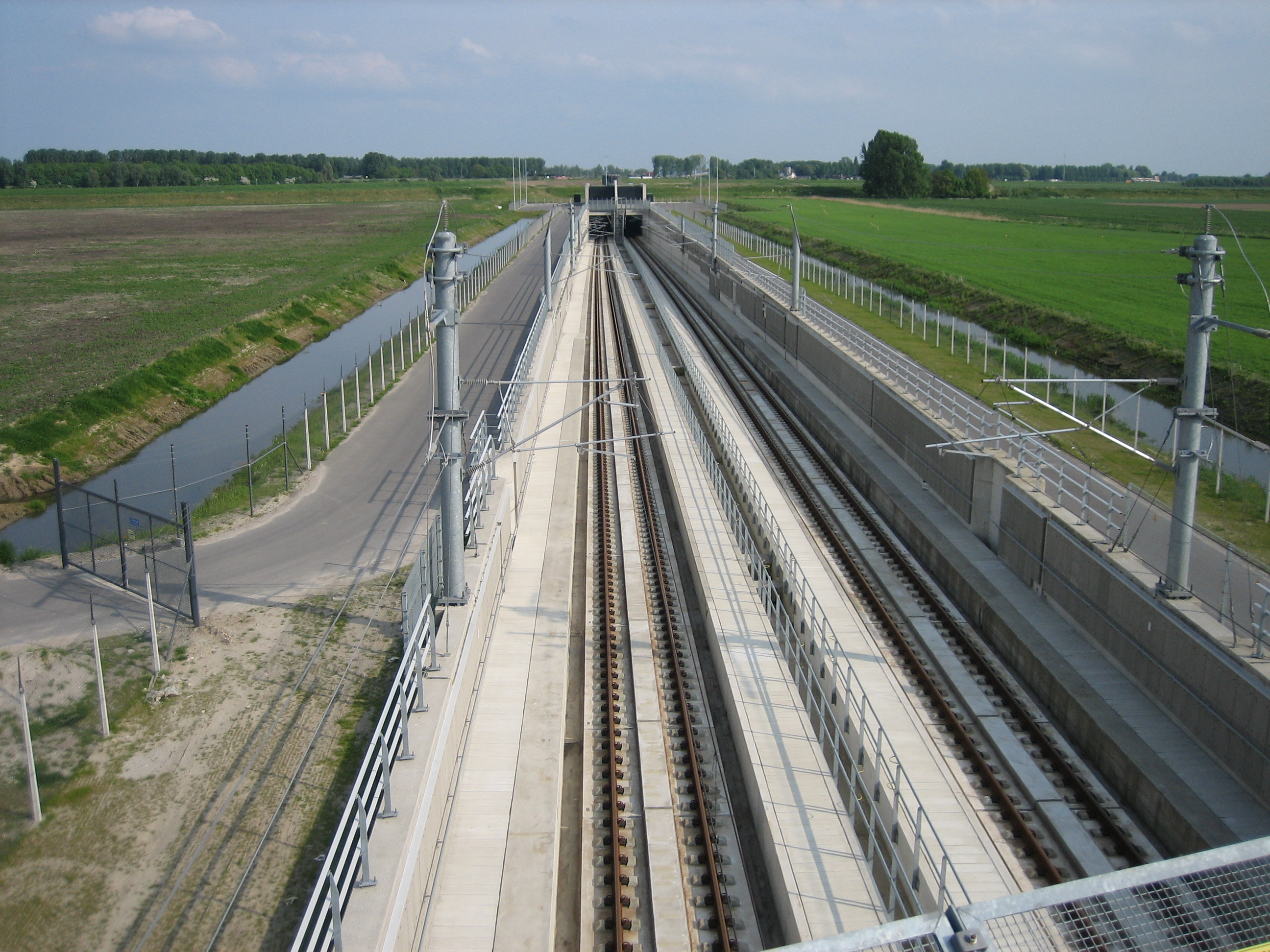
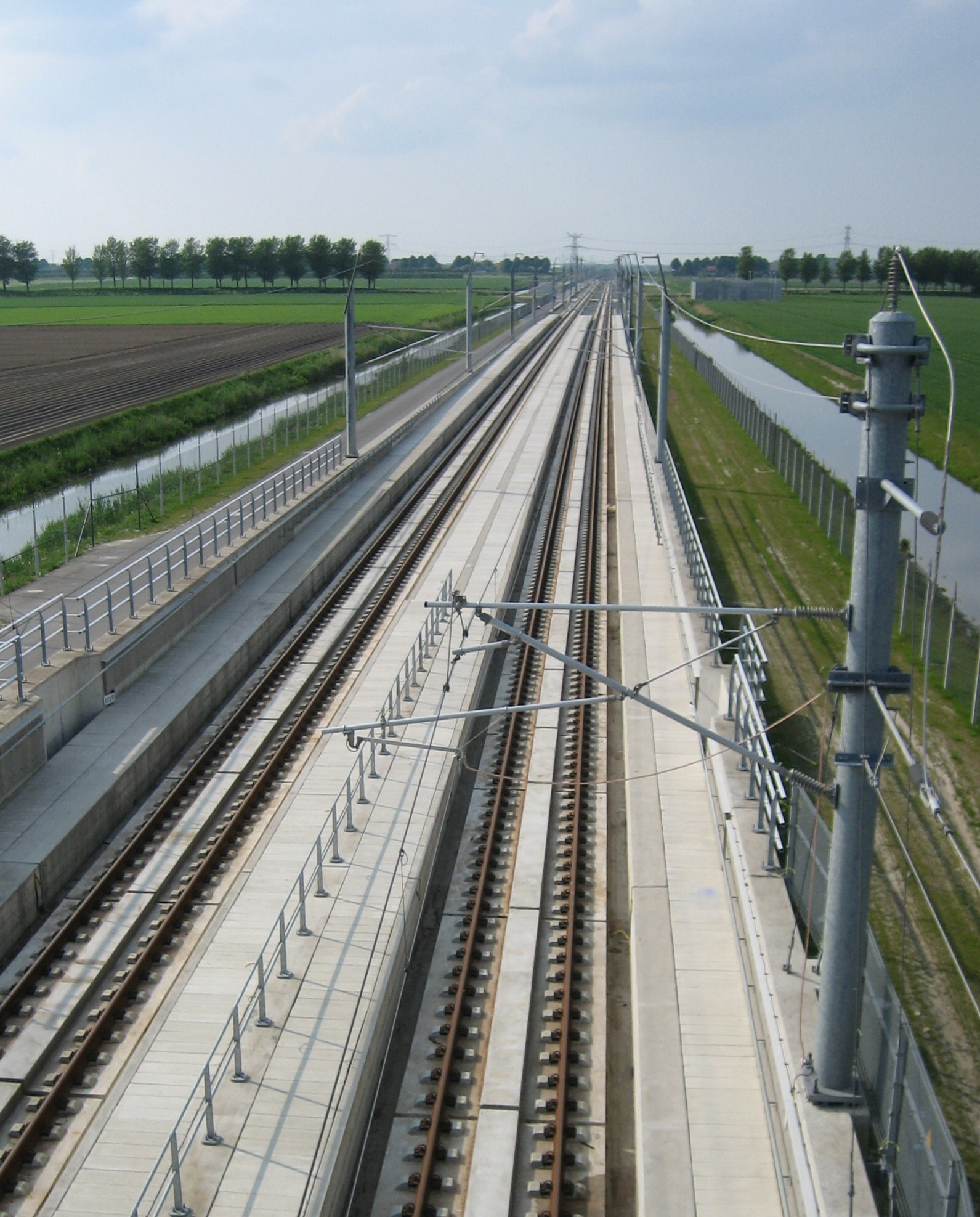
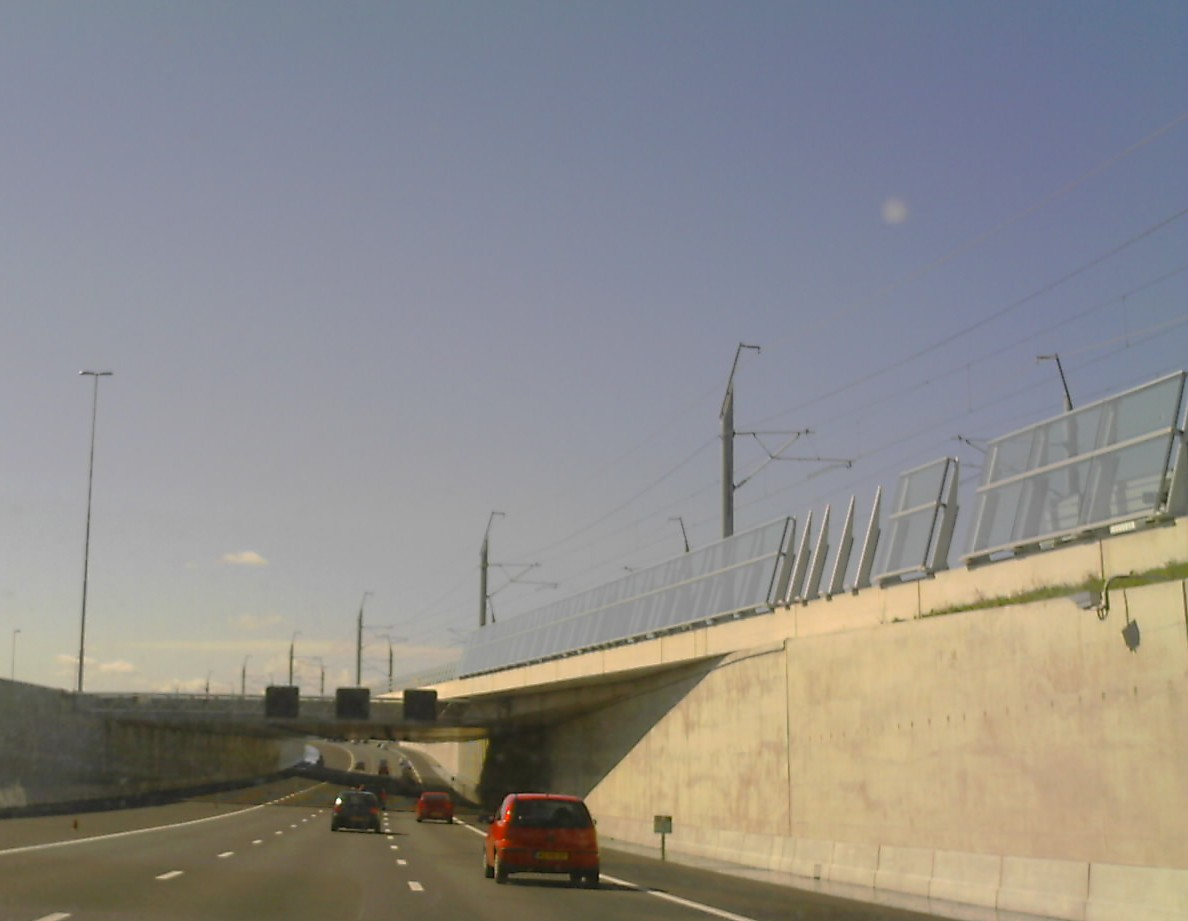
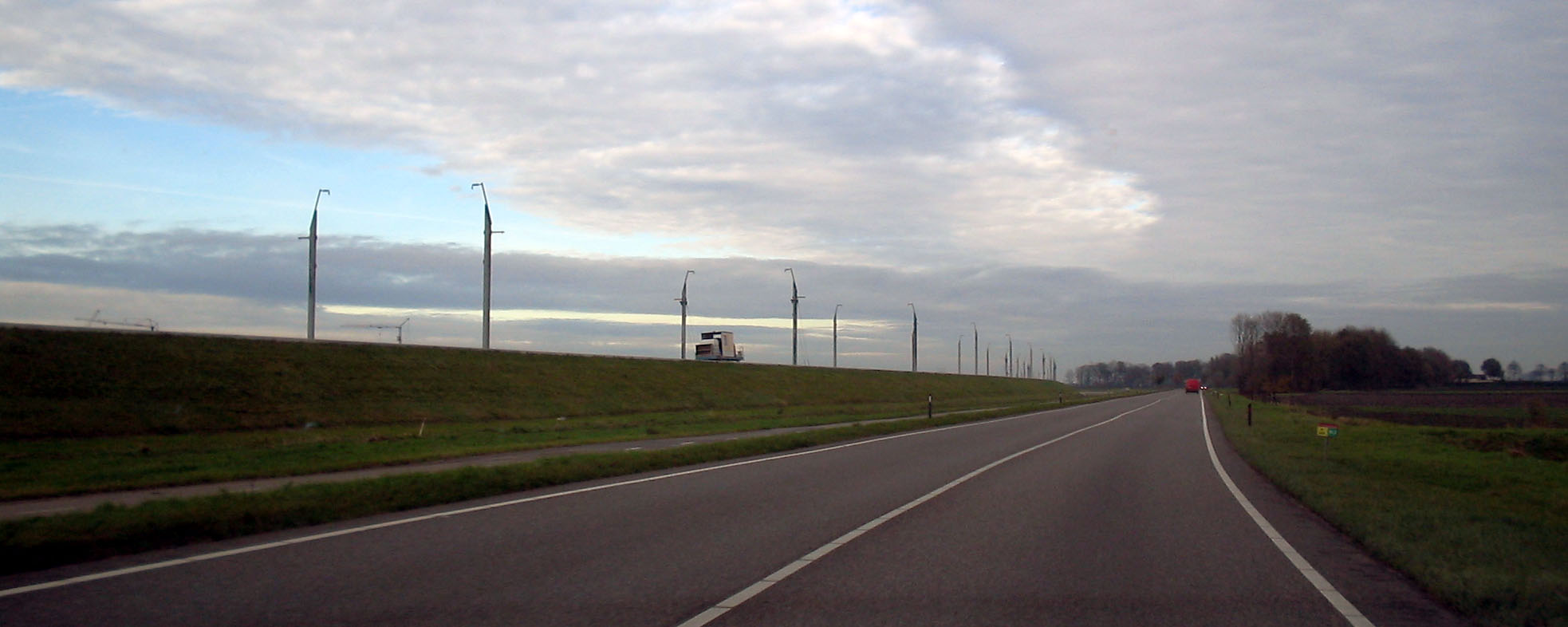